# NGC 4325
NGC 4325 este o brightest cluster galaxy⁠(d) situată în constelația Fecioara. A fost descoperită în 15 martie 1784 de către William Herschel. Se află la o distanță de 110,88 megaparseci de Pământ.